# Liste der französischen Botschafter in Ruanda
Französische Botschafter in Kigali, Ruanda.

## Liste
| Ernennung Akkreditierung | Name                          | Bemerkungen     | ernannt von              | akkreditiert bei der Regierung | Posten verlassen |
| ------------------------ | ----------------------------- | --------------- | ------------------------ | ------------------------------ | ---------------- |
| 1. Juli 1962             | Jaean-Marc Barbey             |                 | Charles de Gaulle        | Grégoire Kayibanda             | Juni 1964        |
| 1. Juni 1964             | Jaean Fines                   |                 | Charles de Gaulle        | Grégoire Kayibanda             | 1967             |
| 1968                     | J-F. Doudinot de la Boissière |                 | Charles de Gaulle        | Grégoire Kayibanda             | 1970             |
| 1975                     | Robert Picquet                |                 | Valéry Giscard d’Estaing | Grégoire Kayibanda             | 1975             |
| 1975                     | Pierre Delabre                | Geschäftsträger | Valéry Giscard d’Estaing | Juvénal Habyarimana            | 1975             |
| 1976                     | Paul-Henri Manière            |                 | Valéry Giscard d’Estaing | Juvénal Habyarimana            | 1977             |
| 1981                     | Jacques Leclere               |                 | Valéry Giscard d’Estaing | Juvénal Habyarimana            |                  |
| 1985                     | Pierre Bitard                 |                 | François Mitterrand      | Juvénal Habyarimana            | 11. Sep. 1989    |
| 11. Sep. 1989            | Georges Martres               |                 | François Mitterrand      | Juvénal Habyarimana            | März 1993        |
| Mai 1993                 | Jean-Michel Marlaud           |                 | François Mitterrand      | Juvénal Habyarimana            | Apr. 1994        |
| Feb. 1995                | Jacques Courbin               |                 | Jacques Chirac           | Pasteur Bizimungu              | Dez. 1997        |
| 31. Jan. 1998            | Jean-Claude Brochenin         |                 | Jacques Chirac           | Pasteur Bizimungu              |                  |
| 7. Sep. 2000             | François Ponge                | [ 1 ]           | Jacques Chirac           | Pasteur Bizimungu              |                  |
| 2004                     | Dominique Decherf             | [ 2 ]           | Jacques Chirac           | Paul Kagame                    | 24. Nov. 2006    |
| 19. Jan. 2010            | Laurent Contini               | [ 3 ]           | Nicolas Sarkozy          | Paul Kagame                    | 2012             |
| 2012                     | Michel Flesch                 | [ 4 ]           |                          | Paul Kagame                    | 30. Sep. 2015    |
| 2015                     | Xavier Verjus-Renard          | Geschäftsträger |                          | Paul Kagame                    | 2017             |
| 2017                     | Etienne de Souza              | Geschäftsträger |                          | Paul Kagame                    | 2019             |
| 2019                     | Jérémie Blin                  | Geschäftsträger |                          | Paul Kagame                    | 2021             |
| 2021                     | Antoine Anfré                 | [ 6 ]           |                          | Paul Kagame                    |                  |